# مكر الذيب
مكر الذيب هي قرية صغيرة في جنوب غرب قضاء القائم في محافظة الأنبار أقصى غرب العراق قريبة من الحدود السورية على بعد 450 كيلومتراً من بغداد.